# Bertrand Kolbenstvedt
Bertrand Kolbenstvedt, född 22 oktober 1855 i Suldal, Rogaland, död 31 maj 1908 i Kristiania, var en norsk ingenjör.
Kolbenstvedt startade 1882 Elektrisk Bureau, en telefon- och dynamofabrik, vilken med honom direktör uppnådde betydande storlek och anseende med betydande marknad för sitt telefonmateriel såväl inom Norge som utomlands.